# موزه سلطنتی انتاریو

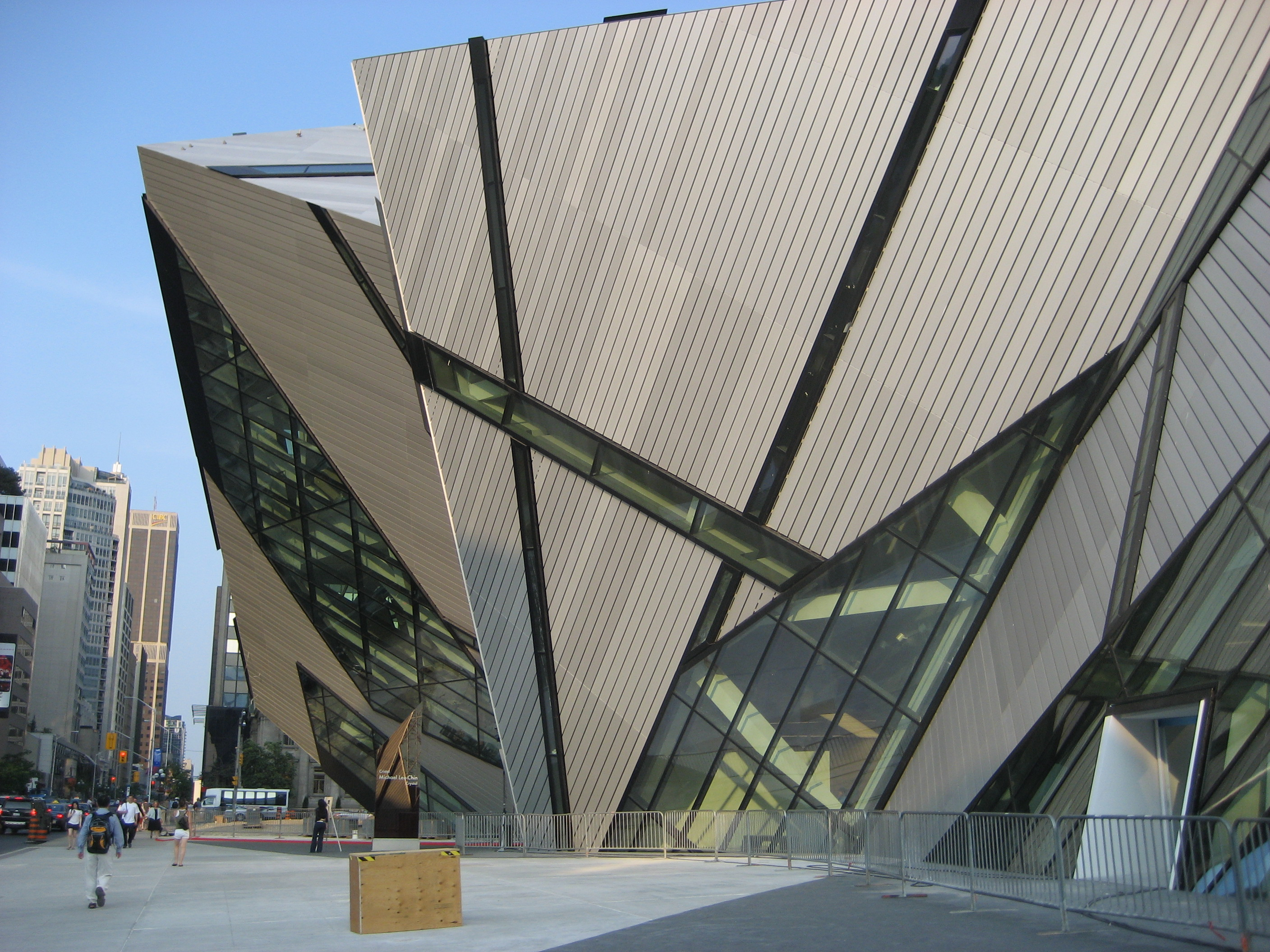
موزه سلطنتی انتاریو با معماری مدرن در کنار یک کاخ تغییر کاربری داده شده، بنا شده‌است.

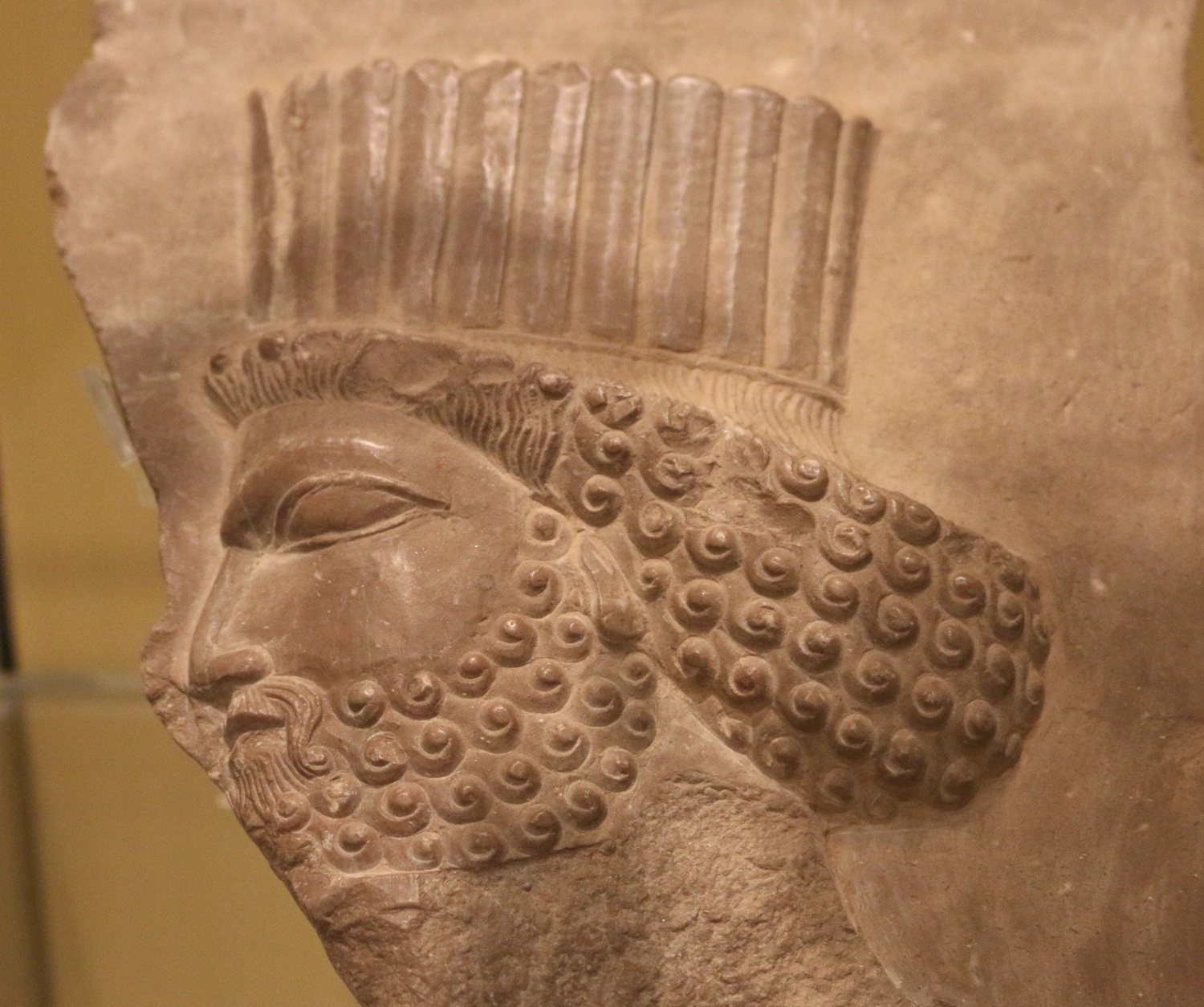
نقشی از سرباز ایرانی در دوره هخامنشی در موزه سلطنتی انتاریو در تورنتو

موزه سلطنتی اُنتاریو (یا موزه سلطنتی اونتاریو) (به انگلیسی: Royal Ontario Museum) موزه‌ای در حوزه فرهنگ جهانی، هنر و تاریخ طبیعی است که در شهر تورنتو واقع در استان انتاریو، کانادا واقع شده‌است.
موزه سلطنتی اُنتاریو دارای گنجینه‌ای بالغ بر ۶ میلیون شیء باارزش است.
این موزه دارای آثار بسیاری نیز از ایران است. بیشترین بخش آثار ایرانی در موزه سلطنتی اونتاریو به سفال اختصاص دارد. این آثار سفالین اغلب در کاشان و کرمان شکل گرفته‌اند و توجه پژوهشگران سفال را هم به خود جلب کرده‌اند. در سال ۲۰۱۳ کتاب نفیسی نیز دربارهٔ این آثار توسط انتشارات بریل در هلند با همکاری موزه سلطنتی اونتاریو به زبان انگلیسی به چاپ رسیده است.